# Lieu d'art contemporain
 (novembre 2022).
 (mars 2016).
Si vous disposez d'ouvrages ou d'articles de référence ou si vous connaissez des sites web de qualité traitant du thème abordé ici, merci de compléter l'article en donnant les références utiles à sa vérifiabilité et en les liant à la section « Notes et références ».
 (mars 2024).
Le L.A.C. (Lieu d'Art Contemporain) est un musée d'art contemporain privé associatif dirigé par la famille Moget, d'origine néerlandaise. Il a été créé par Piet Moget et sa fille Layla en 1991 à Sigean et présente plusieurs expositions d'artistes internationaux par an.

## Localisation
L.A.C. occupe une situation géographique à l'intersection de deux axes ponctués de villes marquées par la présence de l'Art contemporain : l'axe Bordeaux, Toulouse et l'axe Nîmes, château de Jau, Ceret, Barcelone.
Il abrite un lieu d'exposition dans une ancienne cave viticole que le peintre hollandais Piet Moget et sa fille Layla ont totalement transformée pour accueillir les œuvres d'artistes contemporains.
Le lieu totalise environ 2 000 mètres carrés et se répartit sur deux niveaux, avec deux larges salles au rez-de-chaussée et trois grands espaces à l'étage.

## Historique du musée
L.A.C. a débuté en 1991 avec une rétrospective de Geer van Velde, puis Jacques Villon, Richard Long, Fred Sandback et Walter de Maria. En 1993, une exposition intitulée "Profil d'une Galerie" regroupait entre autres les œuvres de : Robert Barrie, Niele Torini, Jean-Michel Basquiat, Robert Combas, Carl André, Anselm Kiefer, Sol Lewitt, Agnès Martin... En 1994, il accueillait Serge Charchoune, Richard Serra, David Tremlett, Yan Pei-Ming, Matias Spescha et bien d'autres. Pâques 1995 fut consacré à trois artistes : Barrie Cook, Gérard Traquandi et Gérard Verdijk. En été 1995, l'espace fut exclusivement consacré au peintre islandais Erró. Durant l'été 1996, onze sculptures en feutre de l'artiste américain Robert Morris furent créées au L.A.C. avec une résidence de l'artiste durant le mois de juin.
Au printemps 1997, le L.A.C. accueillait Dado avec un accrochage d'œuvres récentes et d'une grande taille. L'été fut consacré à deux artistes allemands : Wolfgang Laib et Thomas Ruff. Le programme pour 1998 fut consacré au printemps à une confrontation de quelques artistes berlinois avec quelques artistes connus de la collection. Durant l'été, l'artiste polonais Roman Opalka a investi tout l'espace avec "Un parcours" regroupant des œuvres de 1951 à 1998. Exceptionnellement l'automne fut consacré à l'artiste hollandais Jan Andriesse. Durant l'été 1999, le L.A.C. présentait : William Copley et Luis Fernandez. L'été 2000 fut consacré aux moments forts depuis son ouverture.

## Le fondateur du Lac: Piet Moget

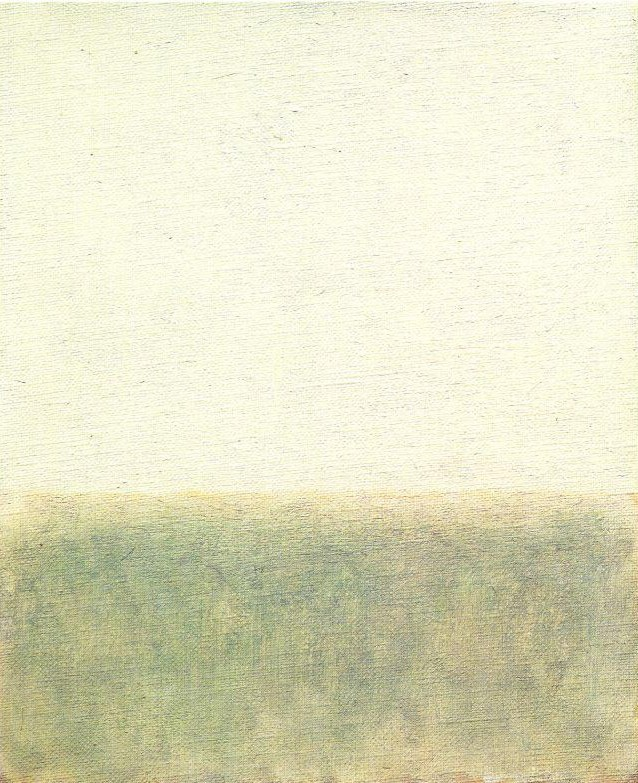
Piet Moget, Sans Titre, 27x22 Huile sur toile 1992-1998.

Piet Moget est né à La Haye, en 1928.
Il commence à peindre à l’âge de huit ans et reçoit ses premières leçons du peintre Jan Blokpoel (peintre dans le style de l’École de La Haye, proche de l’École de Barbizon). Le jeune Moget doit accompagner son maître lors de ses séances de travail en plein air afin que celui-ci, atteint d’une grave maladie et sujet à de fréquents malaises, ne risque de tomber à l’eau, dans cette région de polders des environs de La Haye.
Piet Moget entre en 1942 au cours libre de l’Académie royale des Beaux Arts de La Haye, où il poursuivra ses études de 1946 à 1951 et rencontra sa future femme, le peintre Mary Schallenberg.
Il fait un premier séjour de six mois en France dès la libération de son pays et travaille quelque temps à Port de Bouc, où un hôtelier accepte ses études en paiement.
Lors d’un voyage en auto-stop avec un représentant de commerce qui fait de nombreuses haltes, il découvre la région narbonnaise, les étangs de Sigean et Port la Nouvelle. Grâce à une série de petites présentations de leur travail en Scandinavie, le jeune couple s’installe, en février 1952, à la “Grange Basse”, un mas, situé entre Sigean et Port la Nouvelle.
Après quelques années, ils s’installent, en 1959, à quelques centaines de mètres de là, sur le territoire de Sigean, dans des conditions plus confortables. La “Grange Basse” devait cependant devenir célèbre grâce aux expositions que les Moget y organisèrent de 1960 à 1964, sous le nom de “Rencontres” où pratiquement tous les grands peintres de l’époque exposèrent et où de nombreux artistes vinrent travailler. Entre autres : Geer van Velde en 1963, Gerit et Rudolf Polder en 1964, Claude Bouriane, qui fut en même temps avec sa femme, gardien des expositions “Rencontres”.

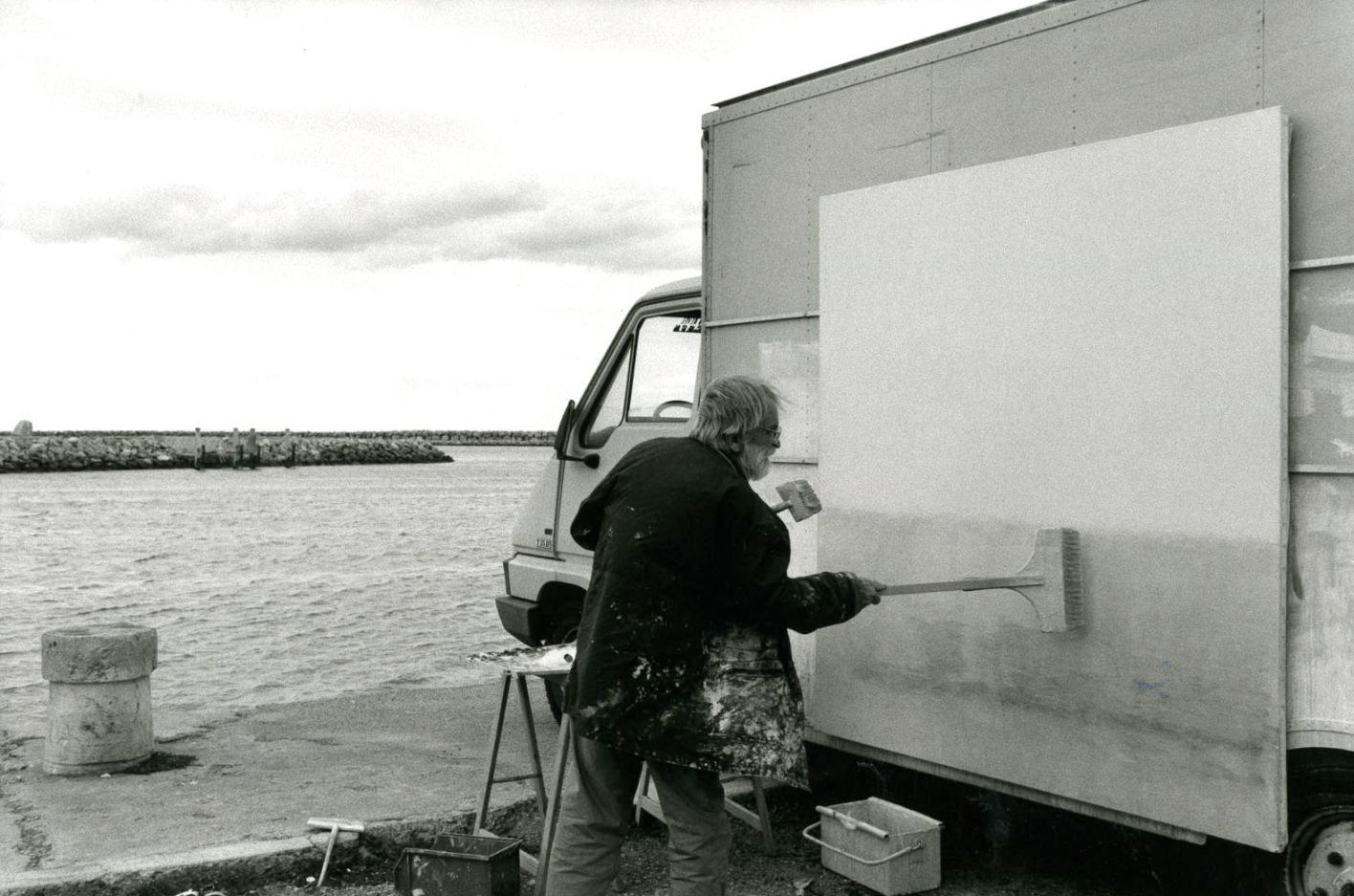
Piet Moget - Port la Nouvelle

## Collection permanente
La collection de la famille Moget possède des ensembles conséquents d'œuvres liées à des rencontres (Geer van Velde, Karel Appel, Bengt Lindström, Dado, Patrick Sauze, Matias Spescha, André Lhote, Olivier Debré...) et également des œuvres acquises au début de certains courants devenus phares à ce jour (hyperréalistes, minimalistes, conceptuels...). Une sélection de cette collection est présentée lors des expositions temporaires et ce, généralement à l'étage.

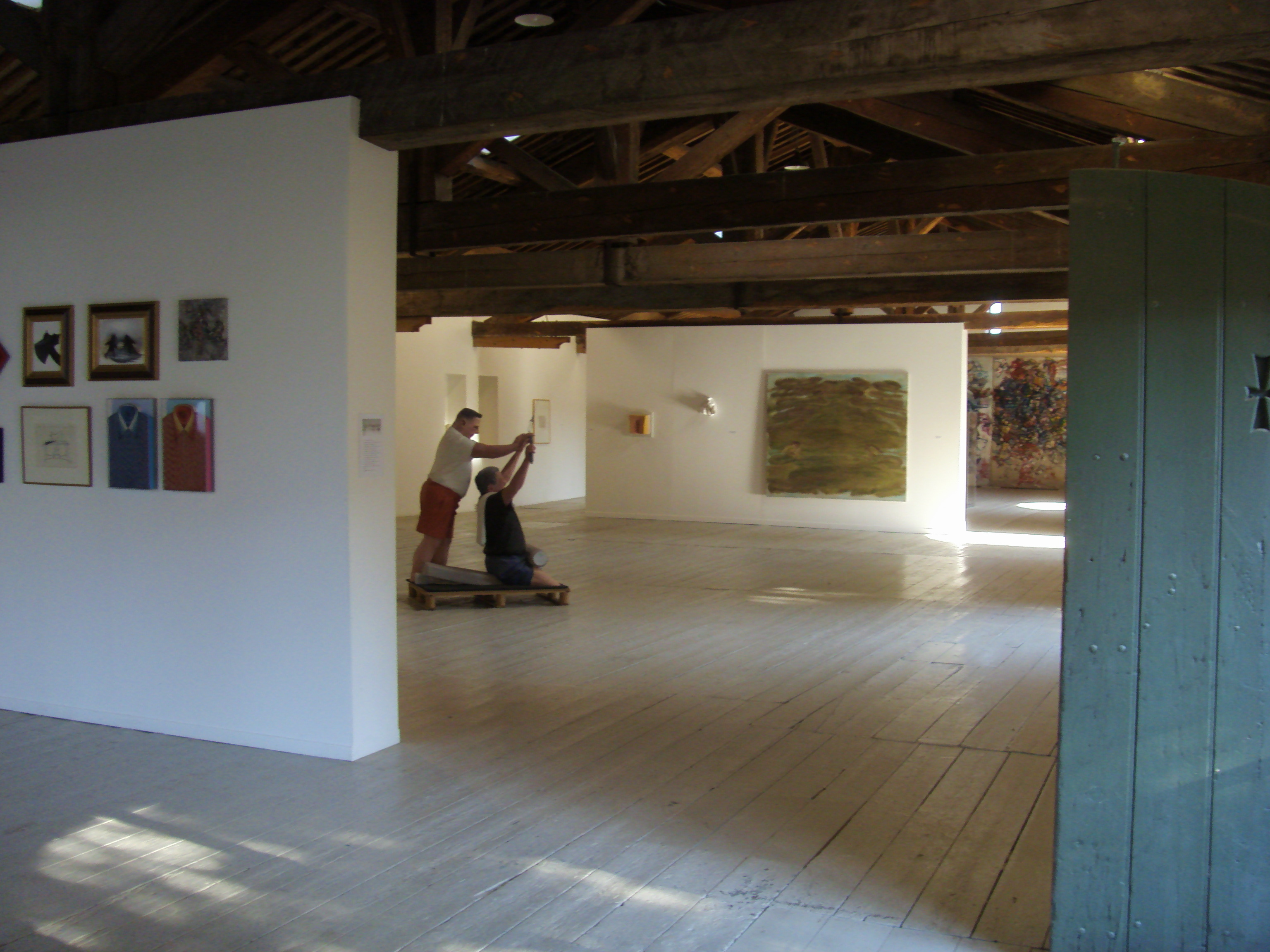
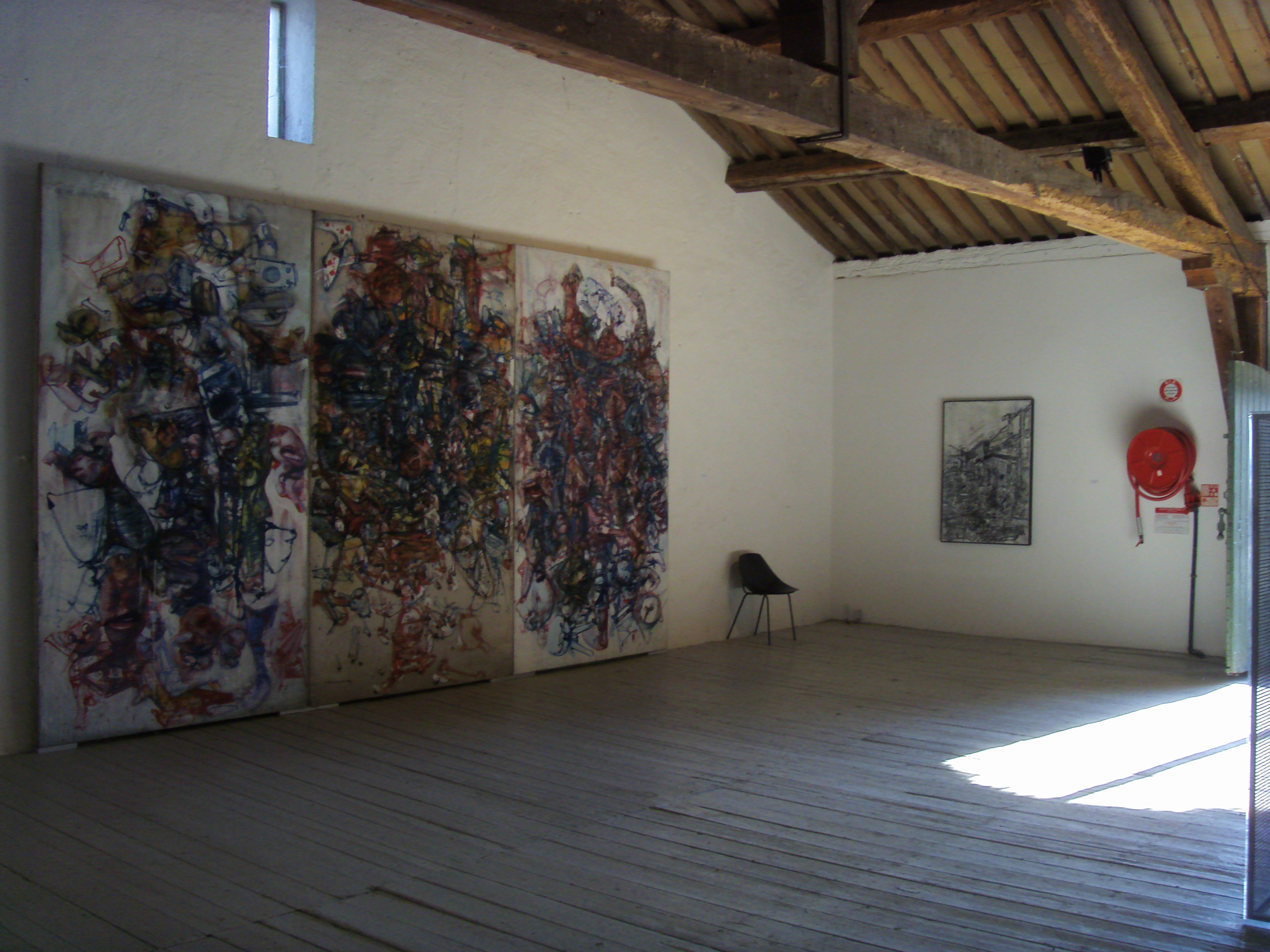
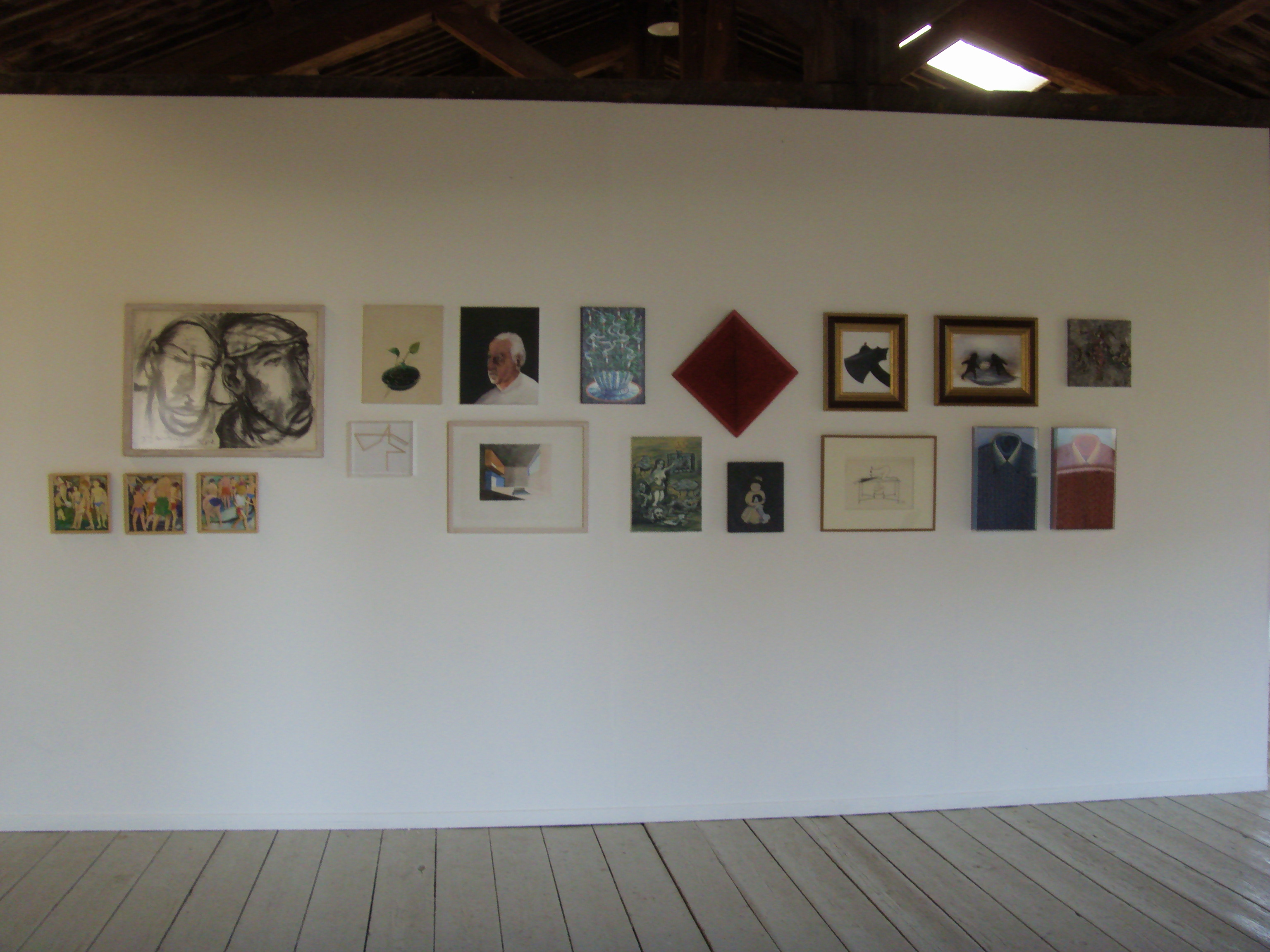
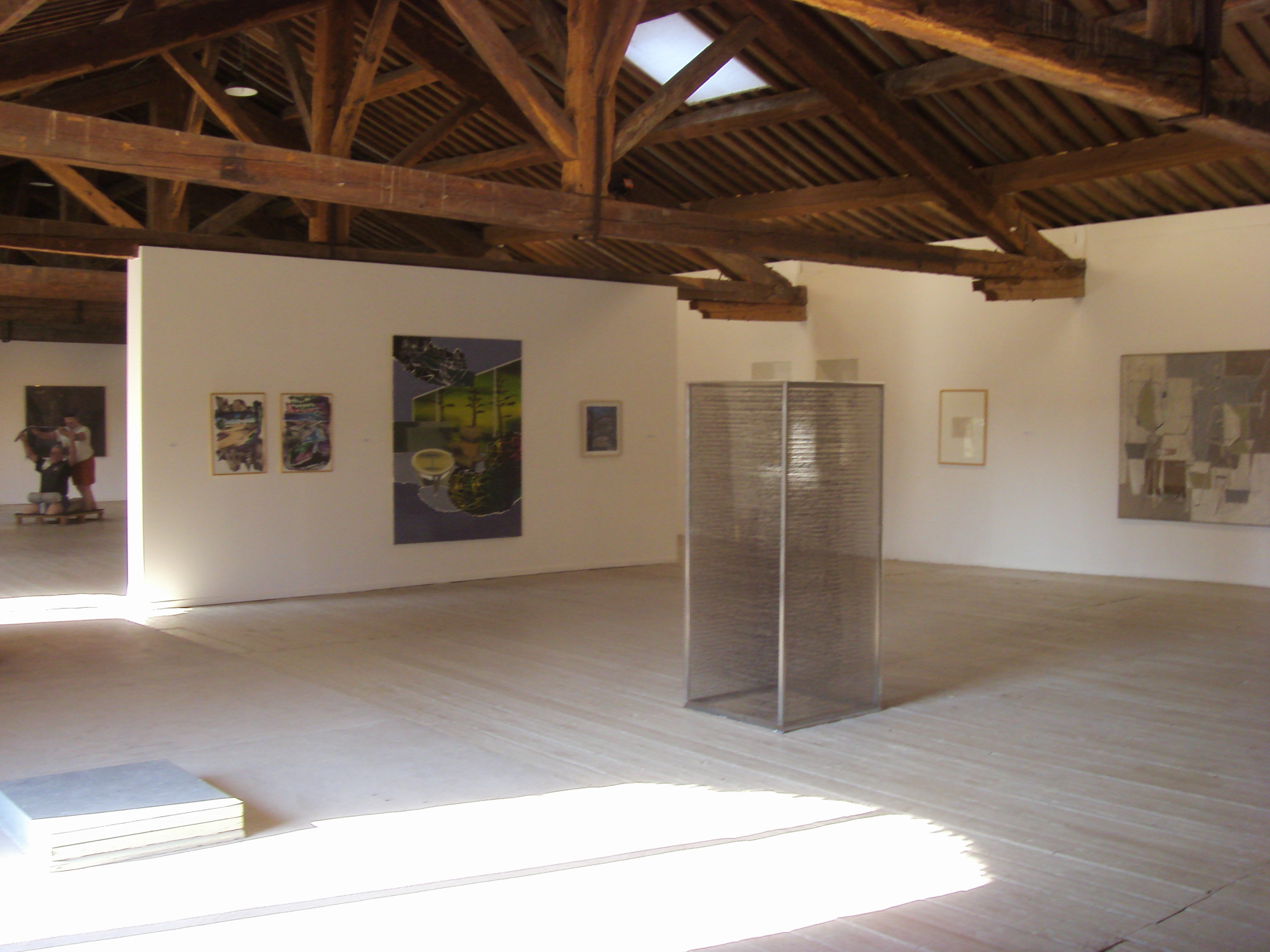

## Expositions temporaires
- 1991

- Eté : Geer van Velde
- 1992

- Printemps : Mathias Spescha
- Eté : Jacques Villon, Richard Long, Walter de Maria, Fred Sandback
- 1993

- Printemps : L.A.C COLLECTION No 1 : DE BRESDIN A SCHNABEL : Rodolphe Bresdin, Miquel Barcelo, Olivier Bissierre, Olivier Debré, Richard Estes, Bart Van Der Leck, André Lhote, Roberto Matta, Julian Schnabel
- Eté : PROFIL D'UNE GALERIE : Carl André, Robert Barry, Miquel Barcelo, Jean-Michel Basquiat, Jean-Charles Blais, Allan McCollum, Robert Combas, Daniel Dezeuze, Bernard Faucon, Philippe Favier, Serge Fermariello, Loïc le Groumelec, Louis Jammes, On Kawara, Anselm Kiefer, Louise Lawler, Sol Lewitt, Agnès Martin, Hans Namuth, Marcel Odenbach, Dennis Oppenheim, Richard Serra, Andres Serrano, Niele Toroni, Richard Tuttle
- 1994

- Printemps : L.A.C COLLECTION No 2 : Karel Appel, Balthus, Dado, Achille Laugé, Malcolm Morley, Piet Mondrian, Bram van Velde, Claude Viallat, Tom Wesselmann
- Eté : CHARCHOUNE, LES PEINTRES, LA PEINTURE : Serge Charchoune, Robert Barry, Alan Charlton, Gottfried Honegger, Yan Pei Ming, Piet Moget, Robert Ryman, Matias Spescha, David Tremlett
- 1995

- Printemps : Barrie Cook, Gérard Traquandi, Gerard Verdijk
- Eté : Errò
- 1996

- Printemps : Rachid Souliman Aarab
- Eté : Robert Morris
- 1997

- Printemps : Dado
- Eté : Wolfgang Laib, Thomas Ruff & sélection de la collection permanente
- 1998

- Printemps : LE FUTUR DU PASSE : Richard Artschwager, Robert Barry, Robert Combas, Richard Estes, Eric Fischl, Raymond Hains, Malcolm Morley, Robert Morris, Ed Ruscha, Fred Sandback & Fritz Balthaus, Heike Baranowsky, Monica Bonvicini, Alexander Branczyck, Matti Braun, Thomas Demand, Antje Dorn, Lukas Duwenhogger, Maria Eichorn, Adib Fricke, Gero Gries, Johanes Kahrs, Christopher Keller, Susanne Paesler, Pietro Sanguinetti, Bernard C Striebel
- Eté : Roman Opałka
- Automne : Jan Andriesse
- 1999

- Printemps : O PAS LA SURPRISING SPACES : Eric Bainbridge, Phylida Barlow, Judith Frost, Aude Hérail-Jäger, David Johnson, Joan Key, Jayne Parker, Roxane Permar, Terry Smith
- Eté : Luis Fernández, William Copley
- 2000

- Printemps : LE LIEU DETERMINE CE QUI ARRIVE : Olivier Boberg, Kathrin Böhm, Stephan Saffer & Wapke Feenstra, Sabine Gross, Carmen Jäkel, M+M, Heinz Pfahler, Luise Ramsauer, Alexander Timtschenko, Wolfgang Weileder, Albert Weis, Kay Winkler
- Eté : "ETE 1991 - ETE 2000 MOMENTS FORTS" Jan Andriesse, Karel Appel, Rachid Souliman Aarab, Jean-Michel Basquiat, Serge Charchoune, Barrie Cook, William Copley, Dado, Marlène Dumas, Errò, Richard Estes, Luis Fernández, Eric Fischl, Ralph Goings, Wolfgang Laib, Roberto Matta, Malcolm Morley, Robert Morris, Roman Opałka, Ed Ruscha, Julian Schnabel, Mathias Spescha, David Tremlett, Bram van Velde, Geer van Velde, Jacques Villon & Tjeerd Alkema, Richard Artschwager, Richard Baquié, Stephane Bordarier, Toni Grand, Kay Winkler
- Automne : Y A PAS LE FEU AU LAC : Patrick Sauze, Martine Beluet, Stephane Albert, Anne Jalais, Henna Chaton, Caroline Boucher, Agnes Vitani
- 2001

- Printemps : LIEU DE RENCONTRES : Mathias Spescha
- Eté : Jean Messagier, Karel Appel
- Automne : BLACK AND WHITE : Eric Weiss, Vincent Emmanuel Guitter
- 2002

- Hiver : METAMORPHOSIS I : Peter Buggenhout, Berlind de Bruyckere, Peter de Cupere, Johan Tahon
- Printemps : BROTHERS KÖTTING
- Eté : Bart Domburg, Jonathan Monk
- Automne : LOVE TRAPS : Flocence Garrabe, Stephen Marsden, Anita Molinero, Richard Monnier, Julia Pastor-Lloret, Philippe Poupet
- 2003

- Printemps : Stéphane Pencréac'h DANS LE SUD
- Eté : Eberhard Havekost, Charles Sandison
- Automne : METAMORPHOSIS II : Sergio de Beukelear, Pieter Veermersch, Maryan Najd, Hans Op de Beeck
- 2004

- Printemps : Alan Charlton, Lesley Foxtrot
- Eté : Olivier Debré
- 2005

- Printemps : VINAIGRE : Claude Lévêque
- Eté : Philip Akkerman, Manuel Ocampo
- Automne : Jürgen Schilling, Lucien Pelen, Jean Laube, Patrick Sauze
- 2006

- Printemps : Sélection de la collection personnelle de la famille Moget
- Eté : Robert Morris, Sarah Vanderlip
- Automne : Tsagaan Yvarai
- 2007

- Printemps : ATELIER DE ROTTERDAM : Allar Budding, Dina Vos, Carel de Raadt, Ari Hodgson, Olphaert den Otter, Hulya Yilmaz
- Eté : SISTER SLEDGE : Marlène Dumas, Antonietta Peeters, Natasja Kensmil
- Automne : Carla Arocha, Stephane Schraenen, Wesley Meuris, Els Opsomer, Koen van den Broek (en)
- 2008

- Printemps : Mathias Spescha, Valérie du Chéné, Adam Saks
- Eté : Piet Moget, Athinna Ioannou, Antonello Curcio
- Automne : Corinne Mercadier
- 2009

- Printemps : Christine Philipp
- Été : REGARD D'ARTISTE : Bernard Aubertin, Evert Lundquist, Jan Schoonhoven, JCJ Vanderheyden
- Automne : Aire de Repos : Renaud Héléna

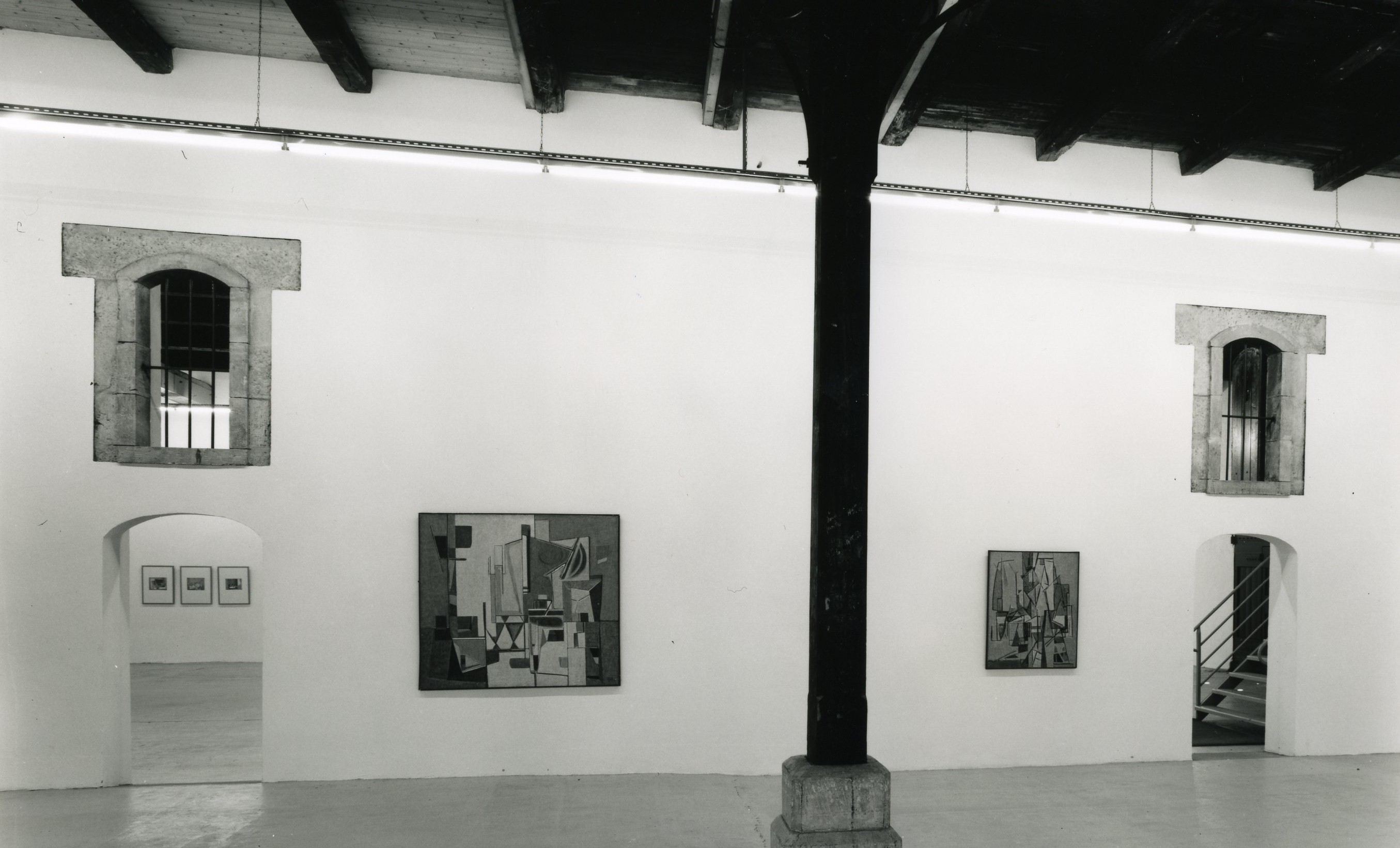
« Geer van Velde - Eté 1991 »
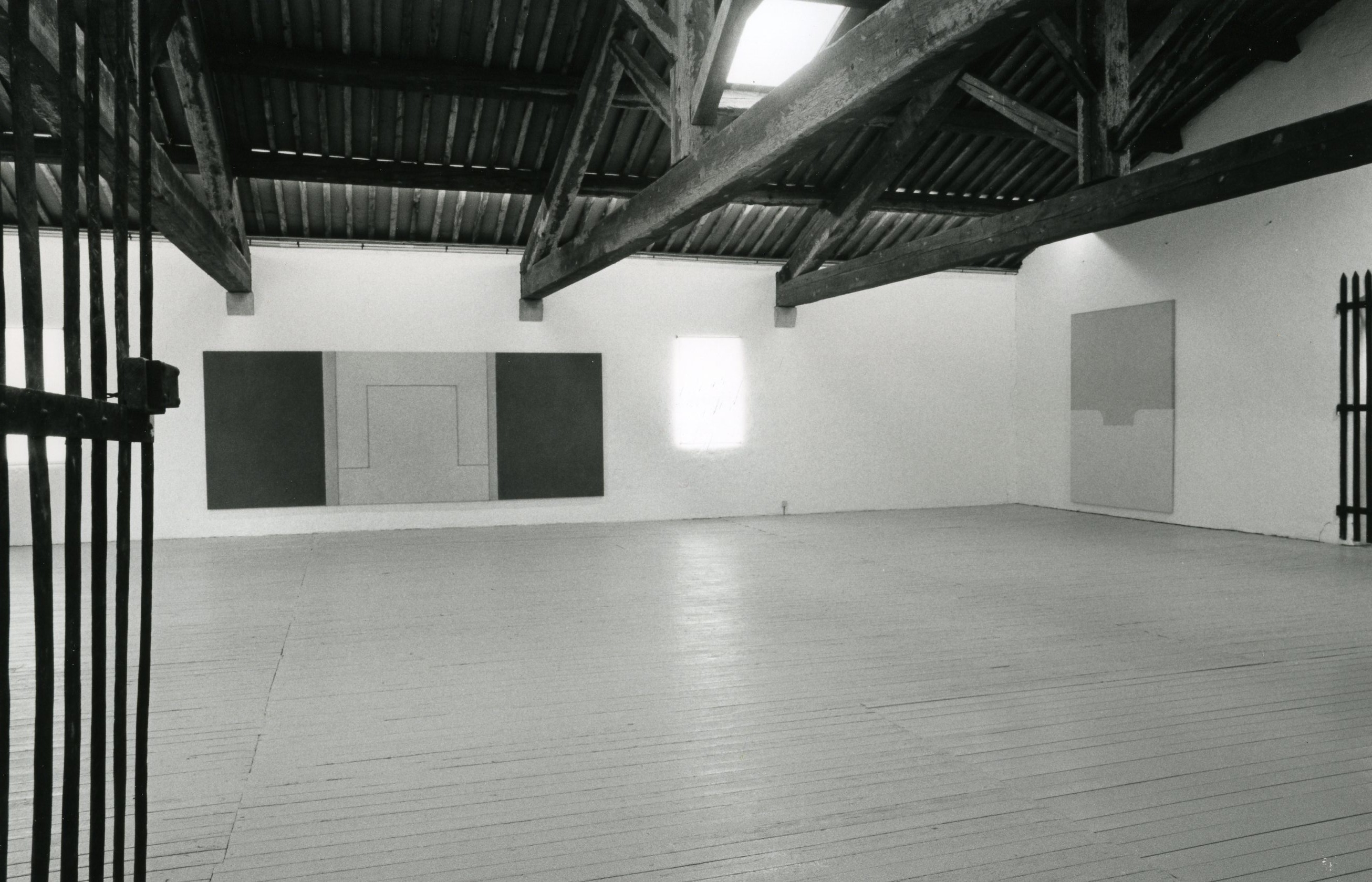
« Mathias Spescha 1992 »
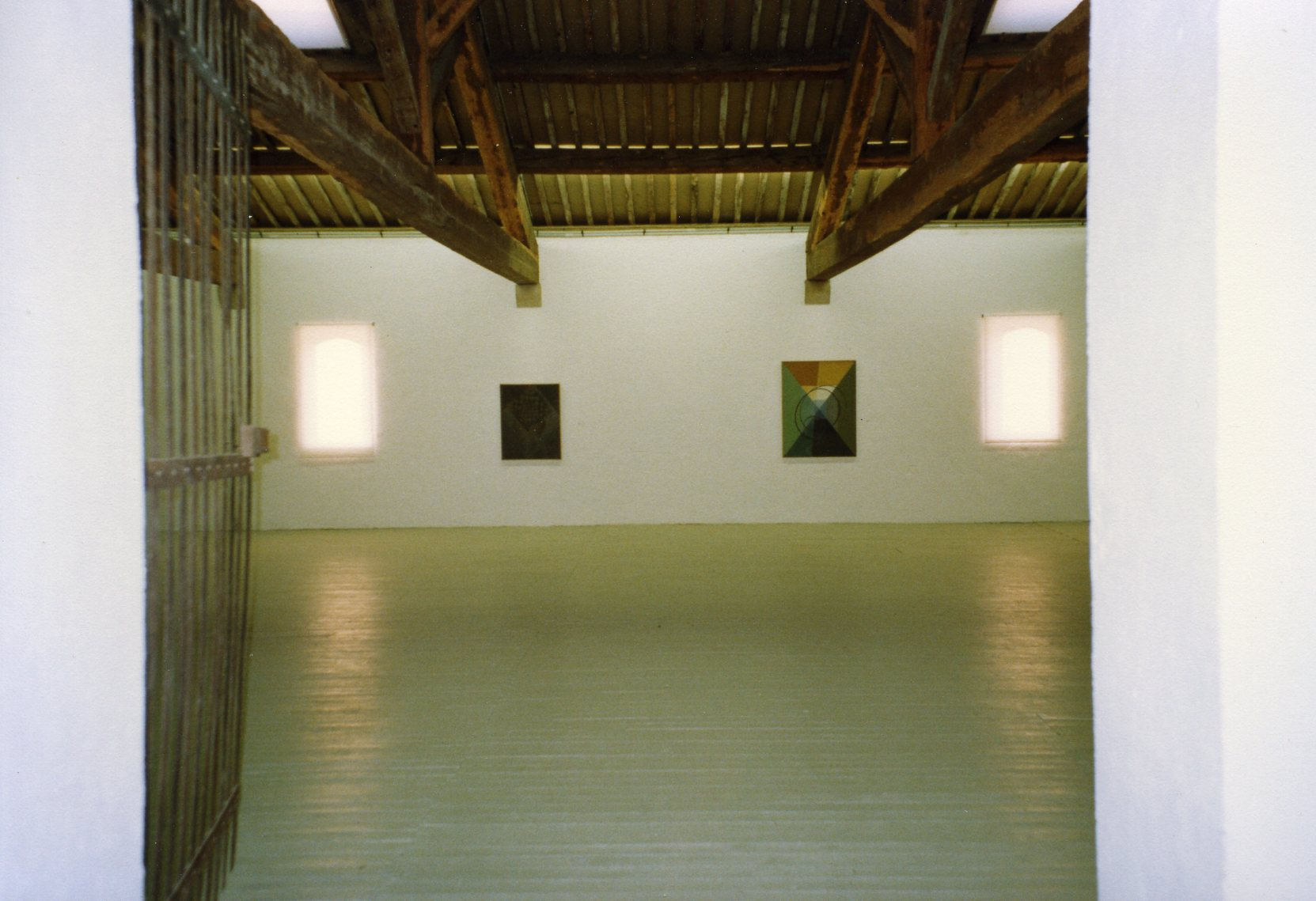
« Jacques Villon 1992 »
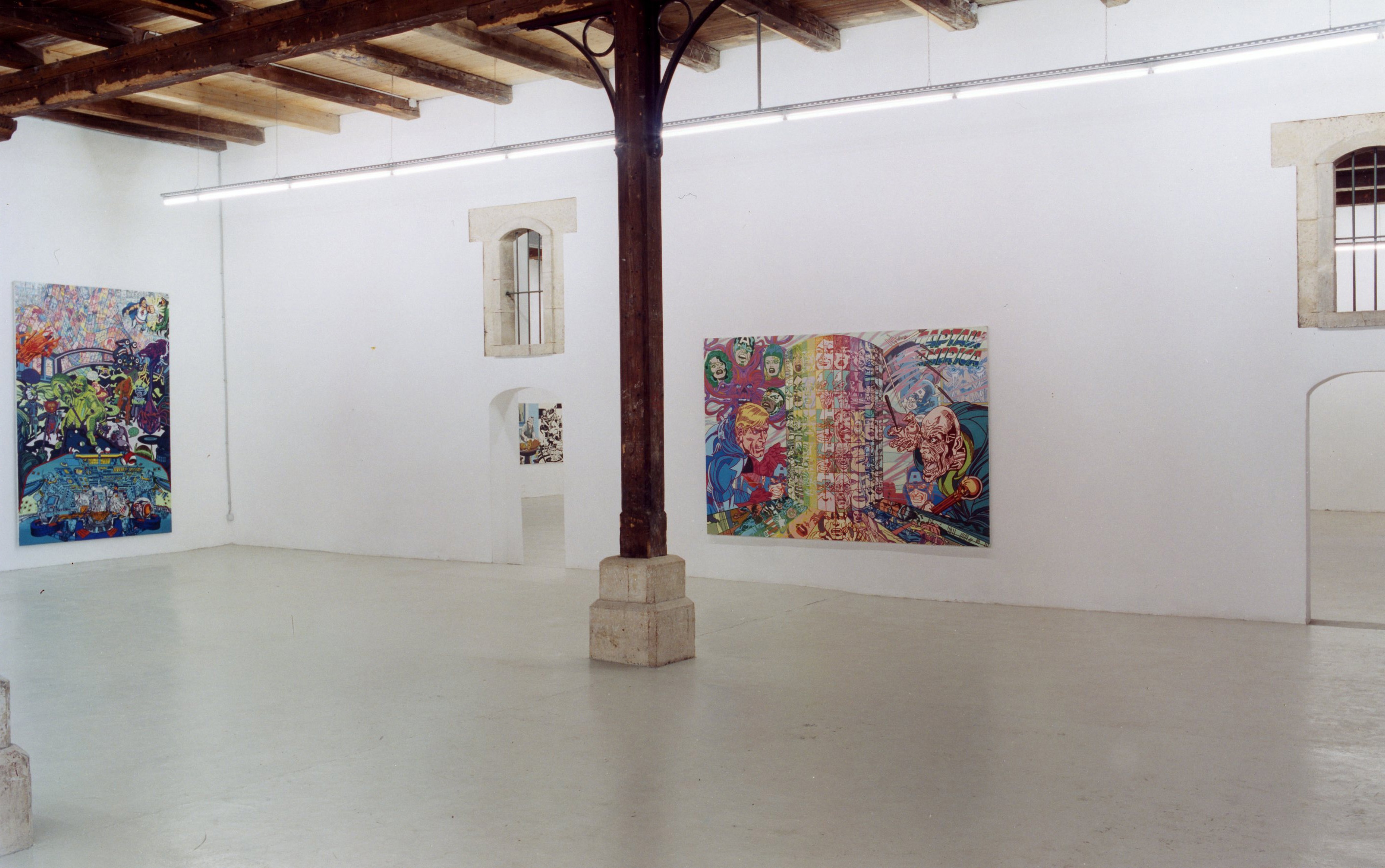
« Erro 1995 »
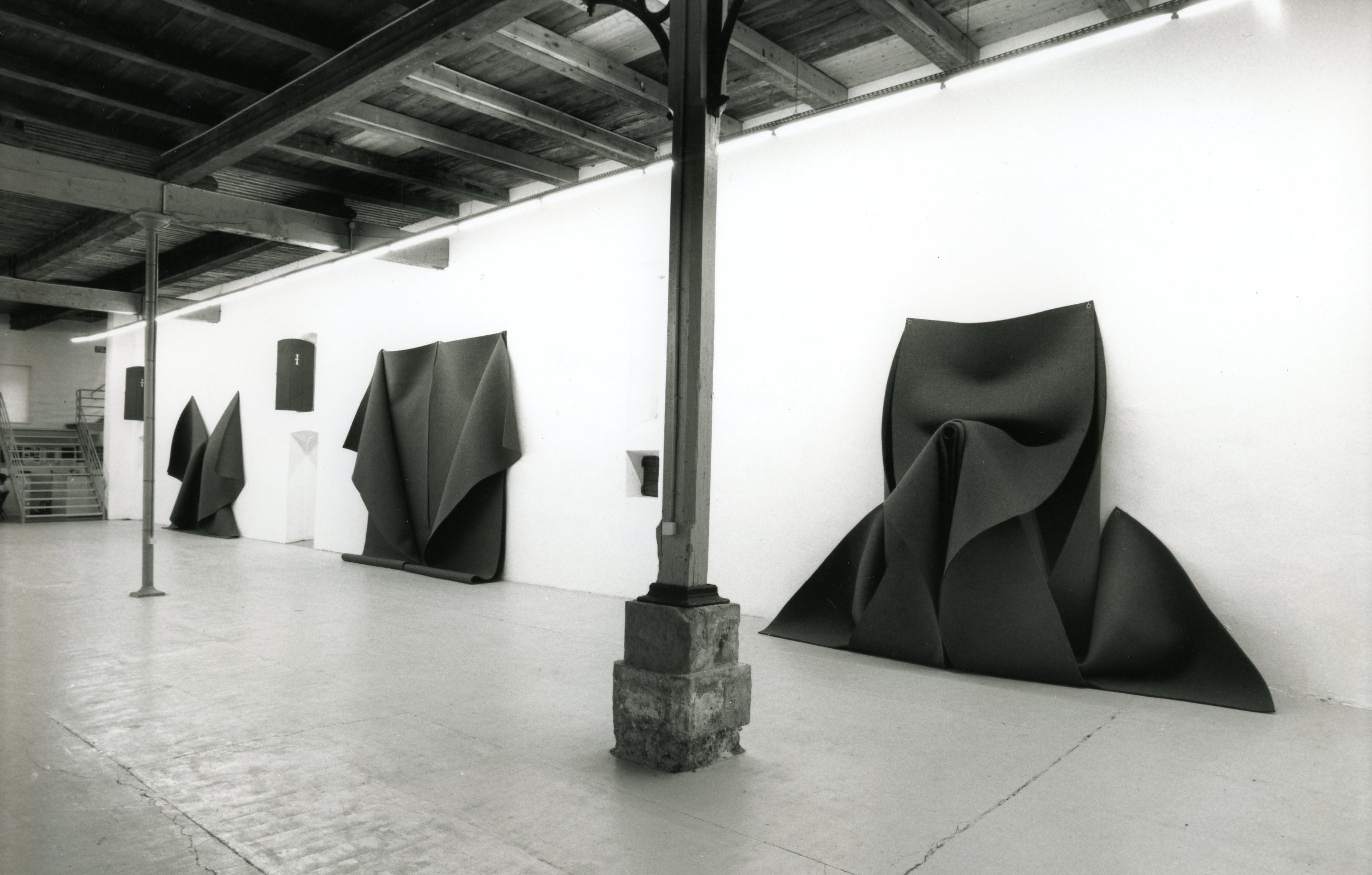
« Robert Morris - Eté 1996 »
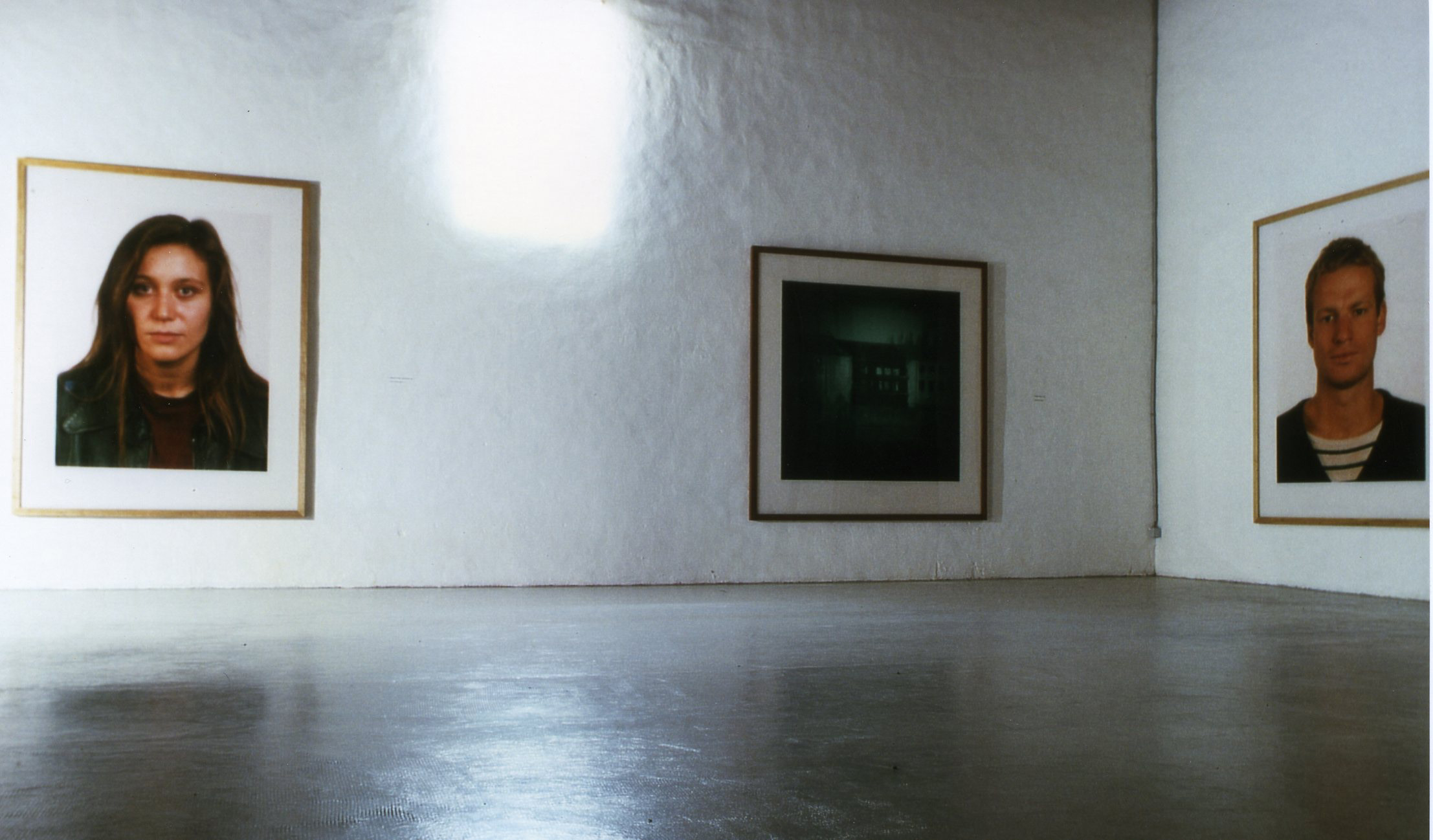
« Thomas Ruff Eté 1997 »
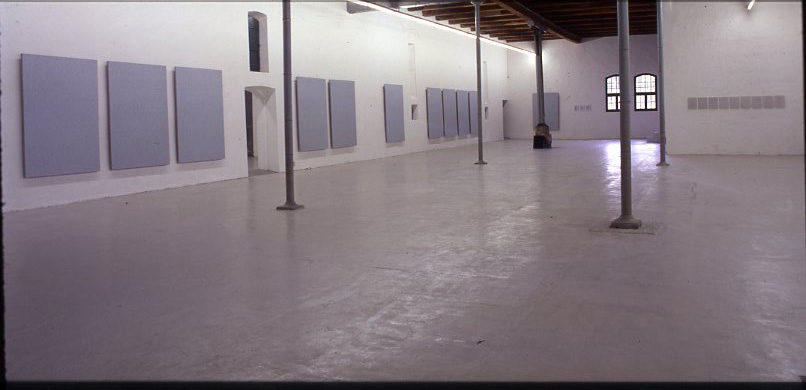
« Roman Opalka - Eté 1998 »
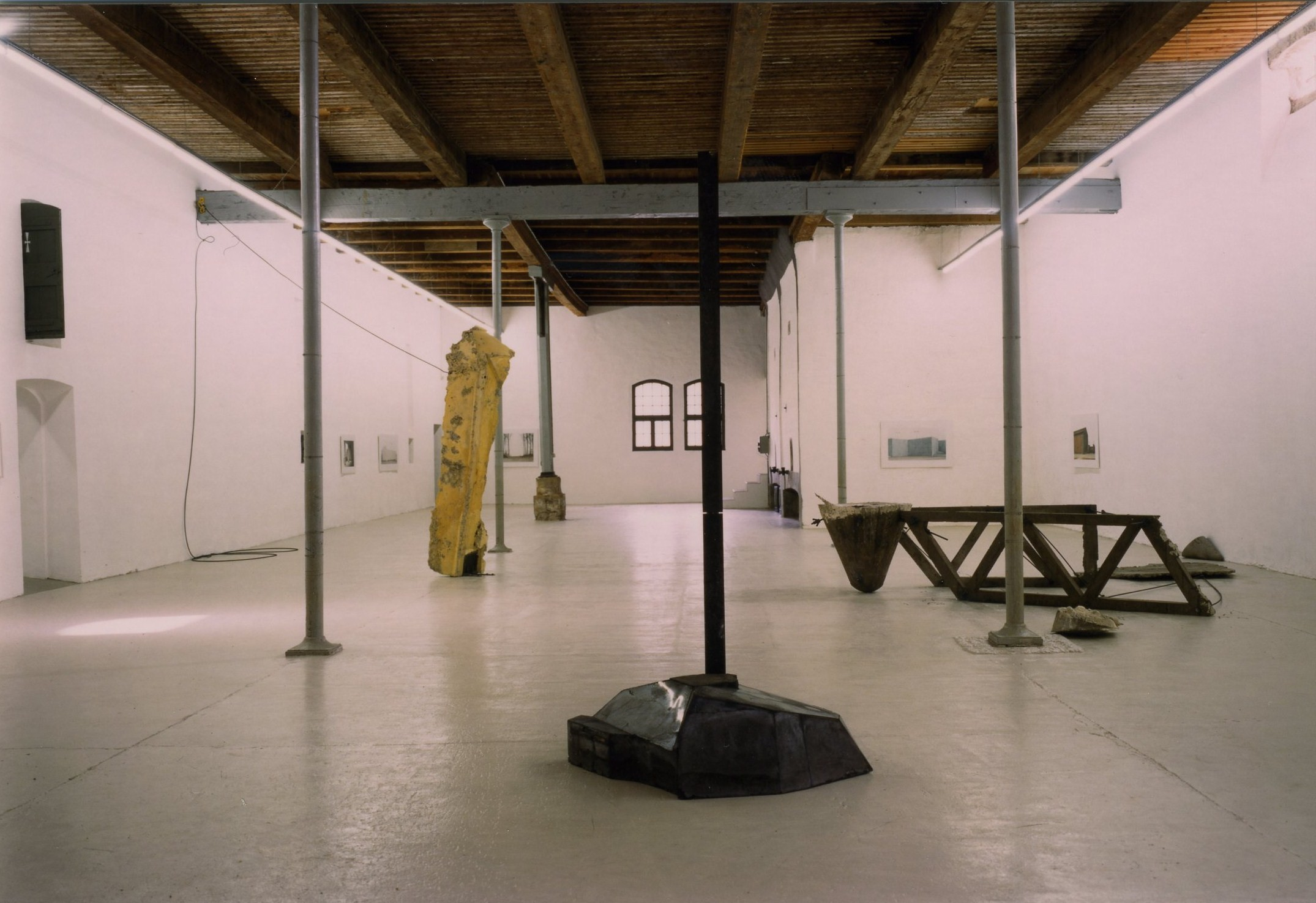
« Le lieu détermine ce qui arrive - Printemps 2000 »
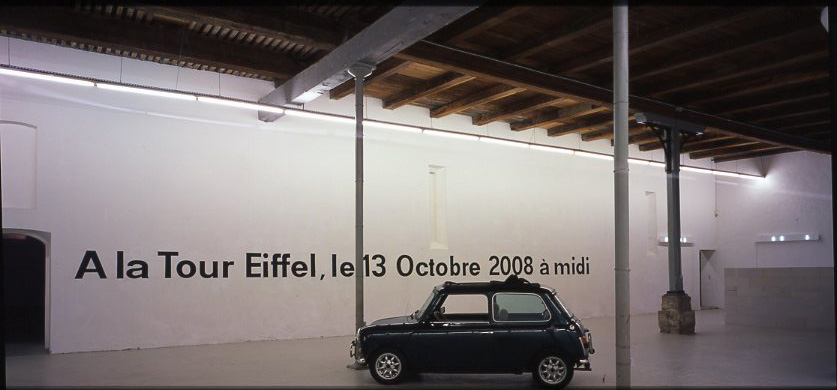
« Jonathan Monk - Eté 2002 »
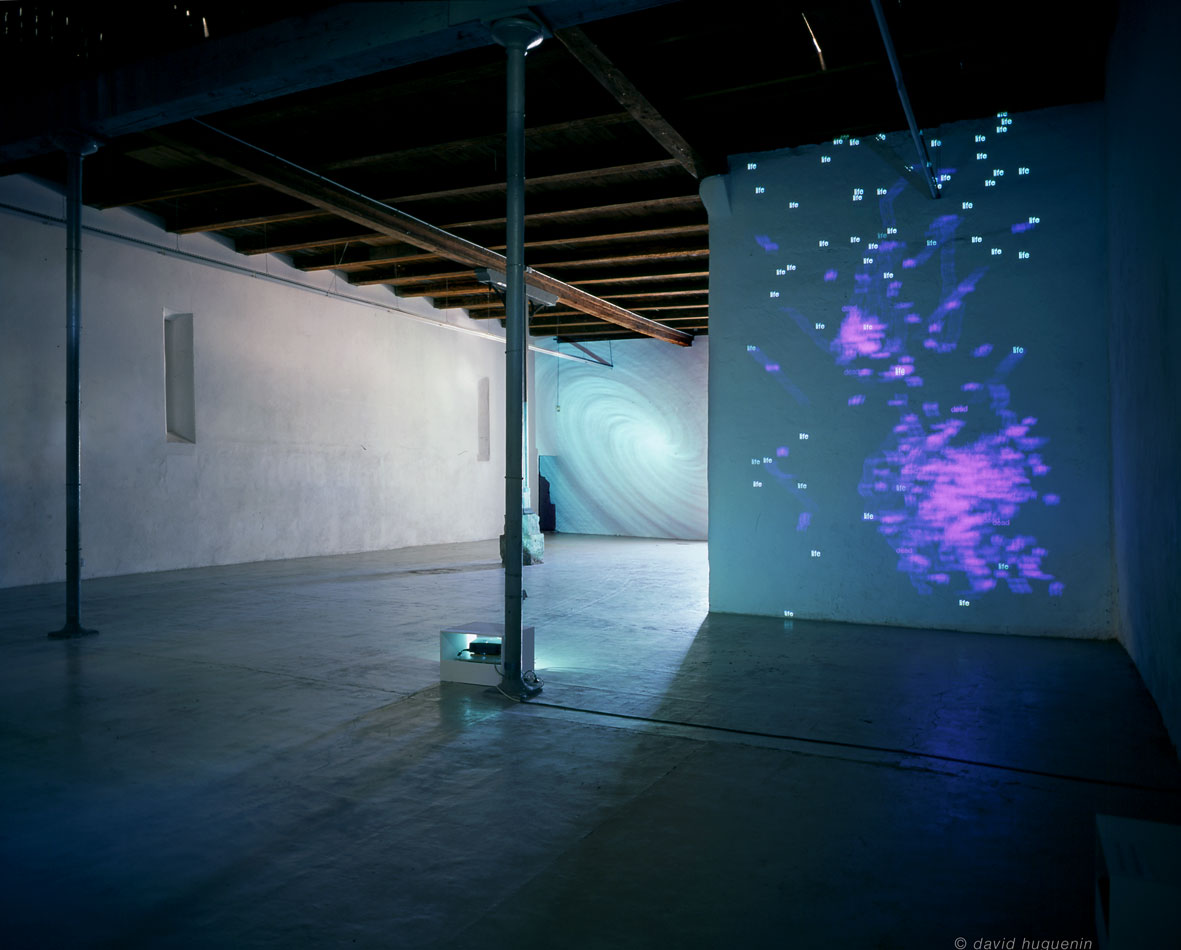
« Charles Sandison - Eté 2003 »
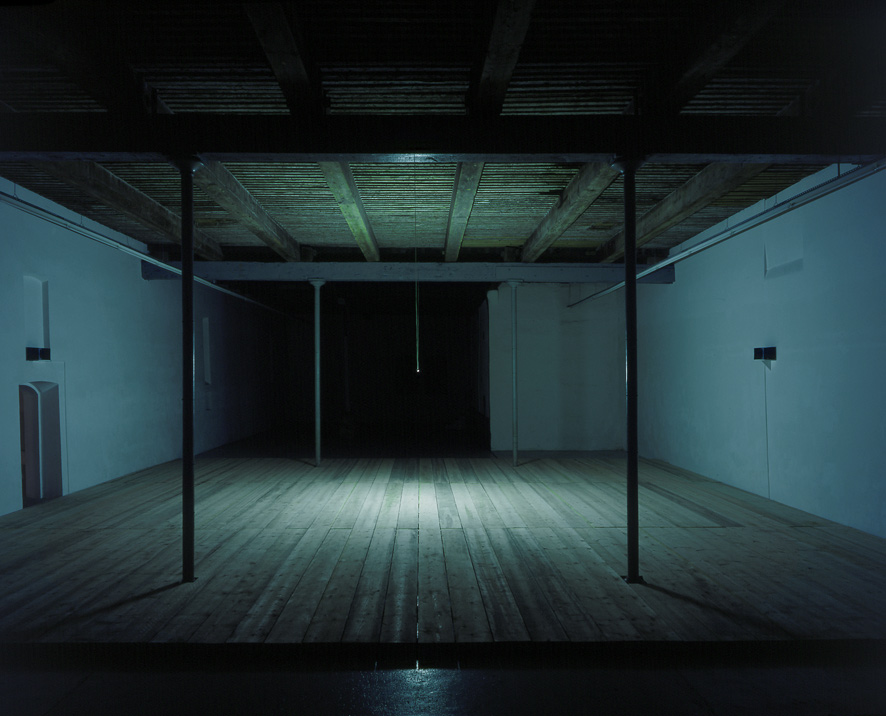
« Vinaigre, de Claude Lévèque Printemps 2005 »
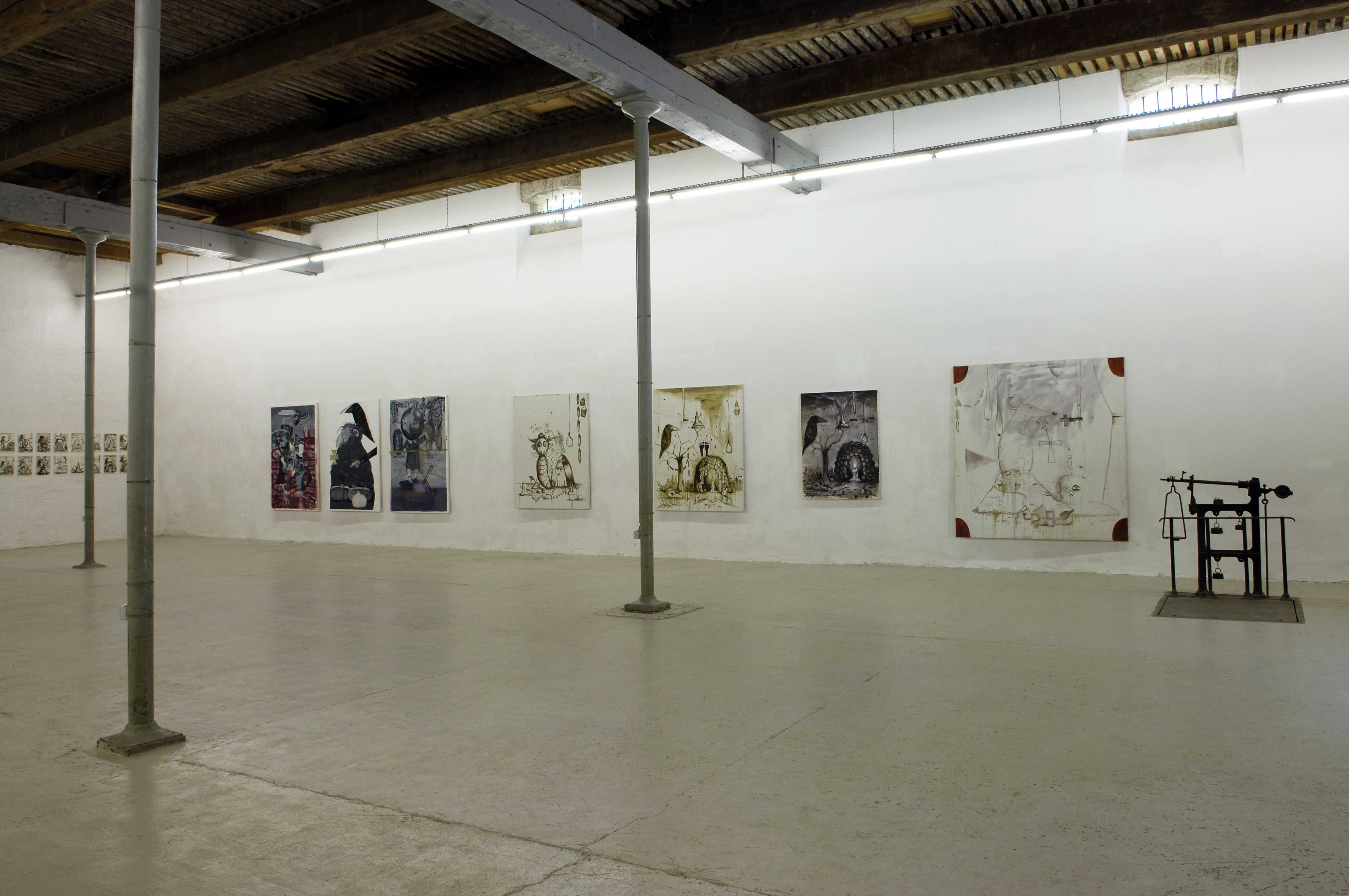
« Manuel Ocampo Eté 2005 »
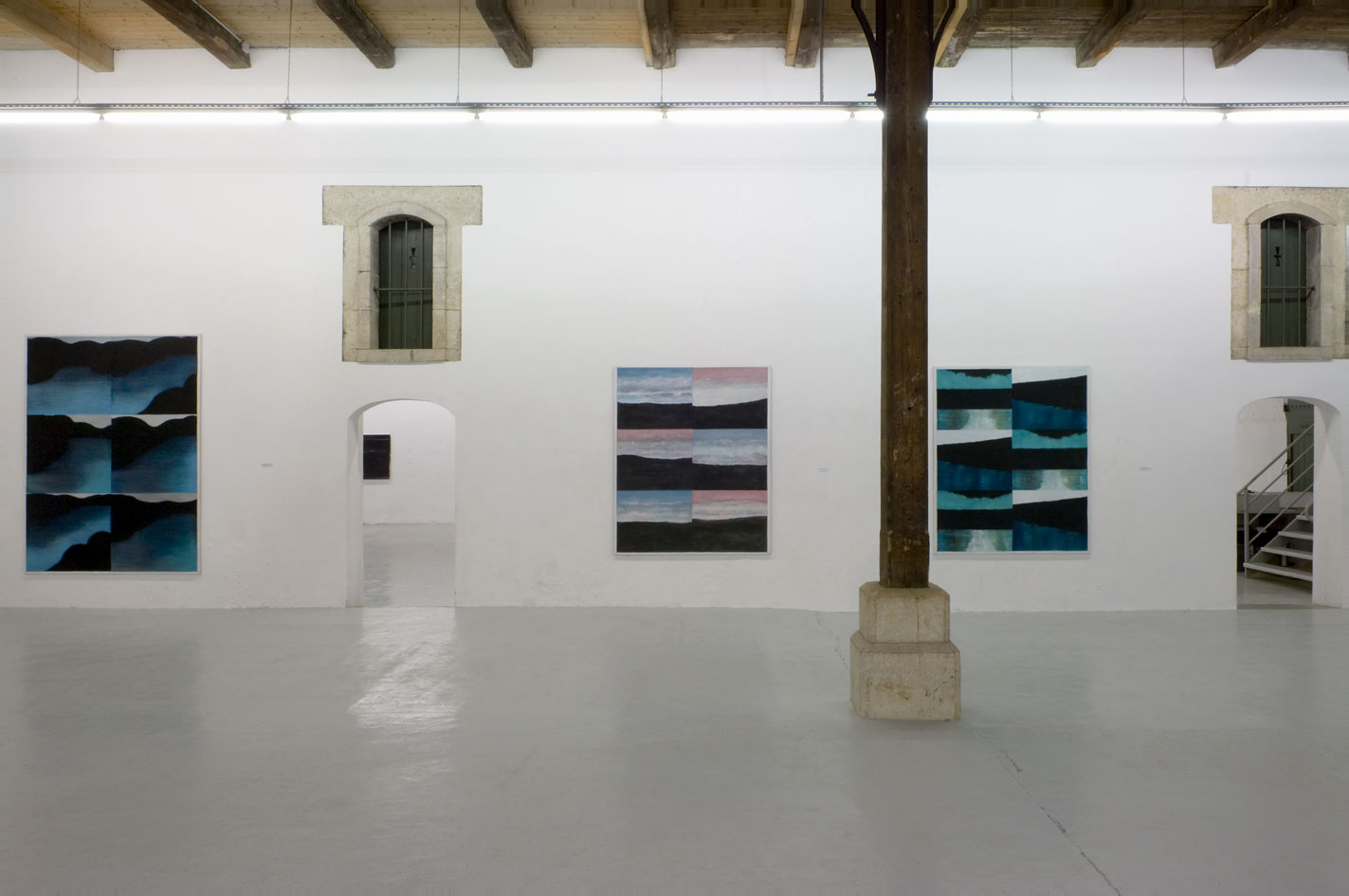
« Sister Sledge - Eté 2007 »
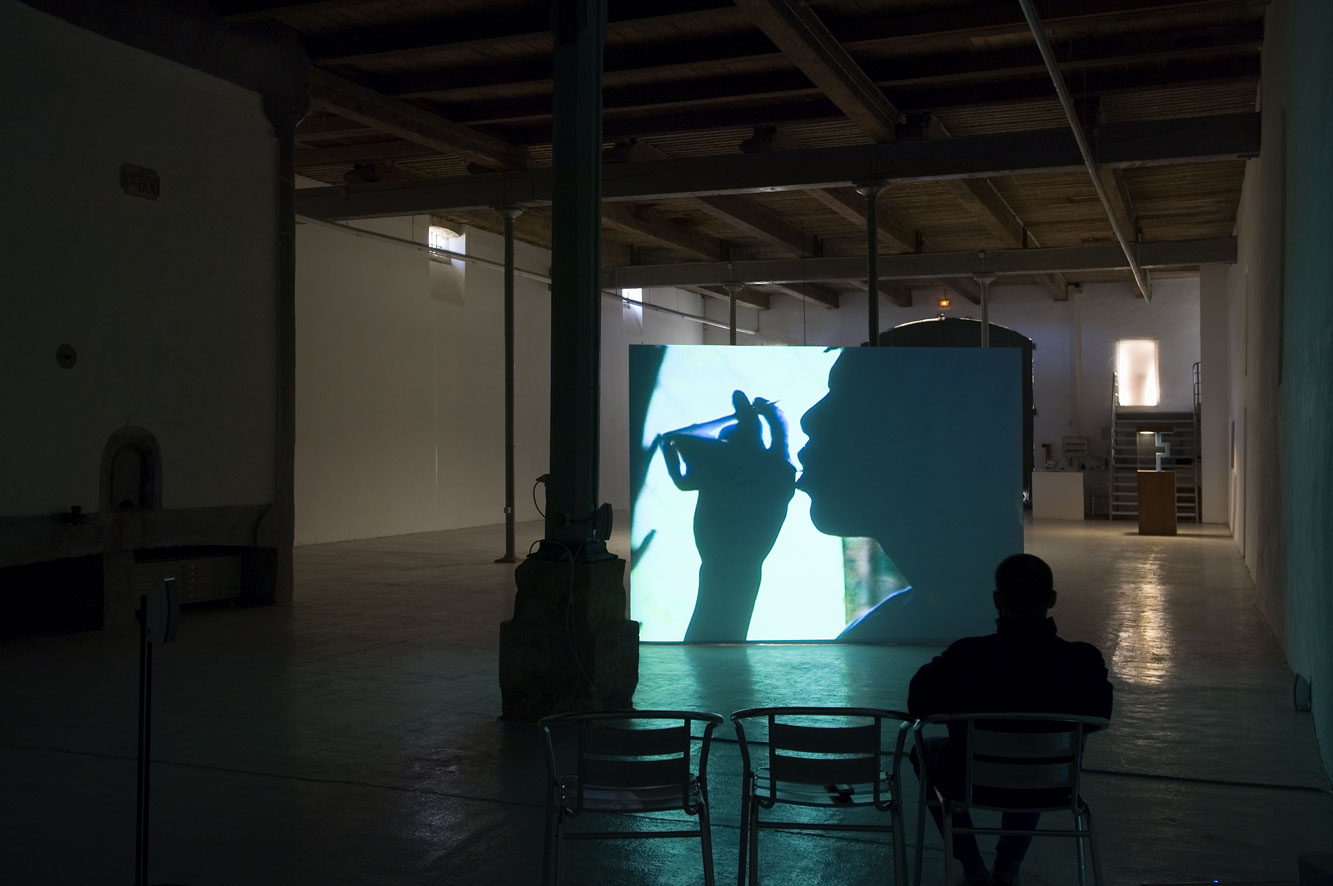
« Els Opsomer - Automne 2007 »
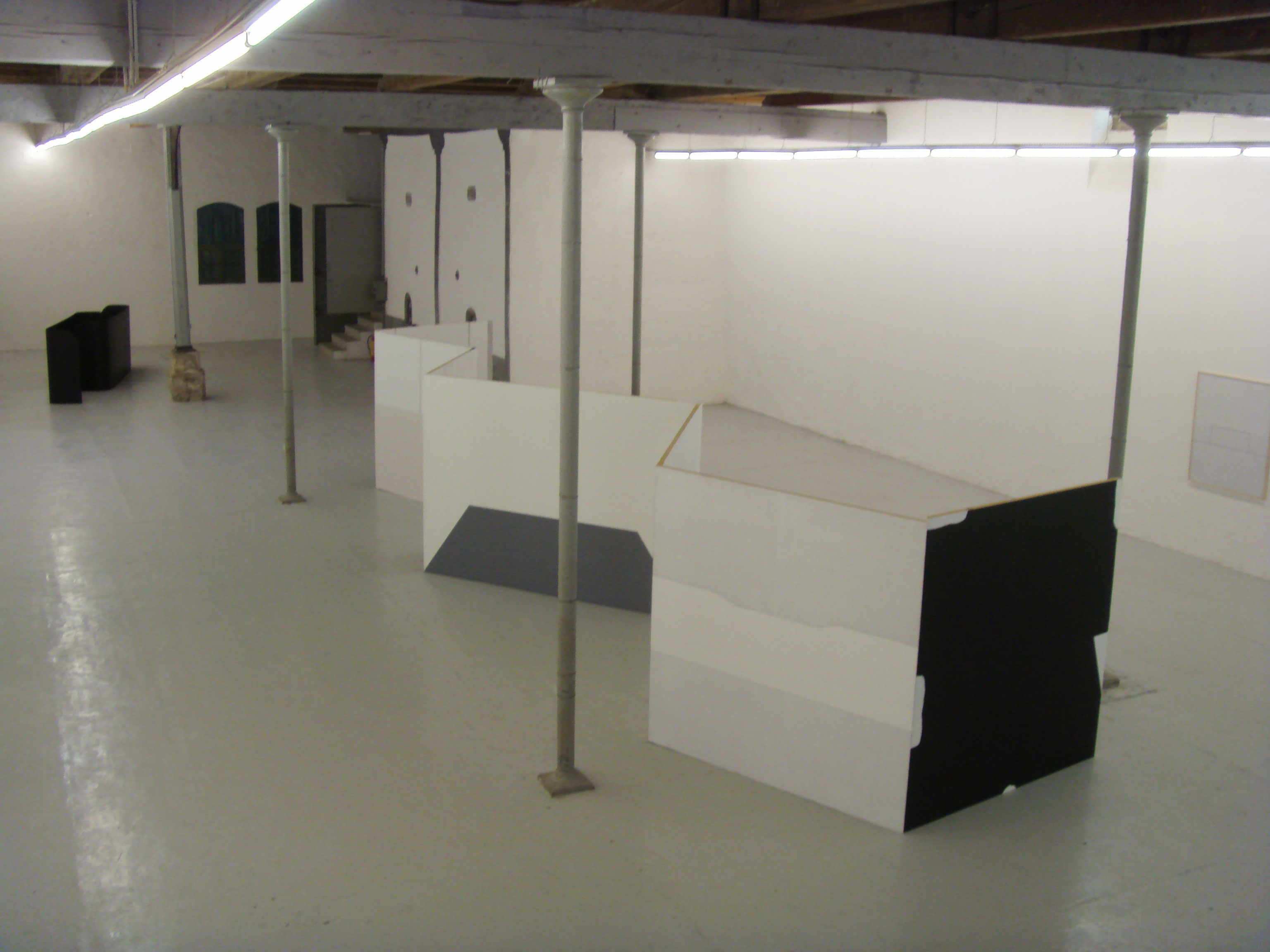
« Mathias Spescha - Printemps 2008 »
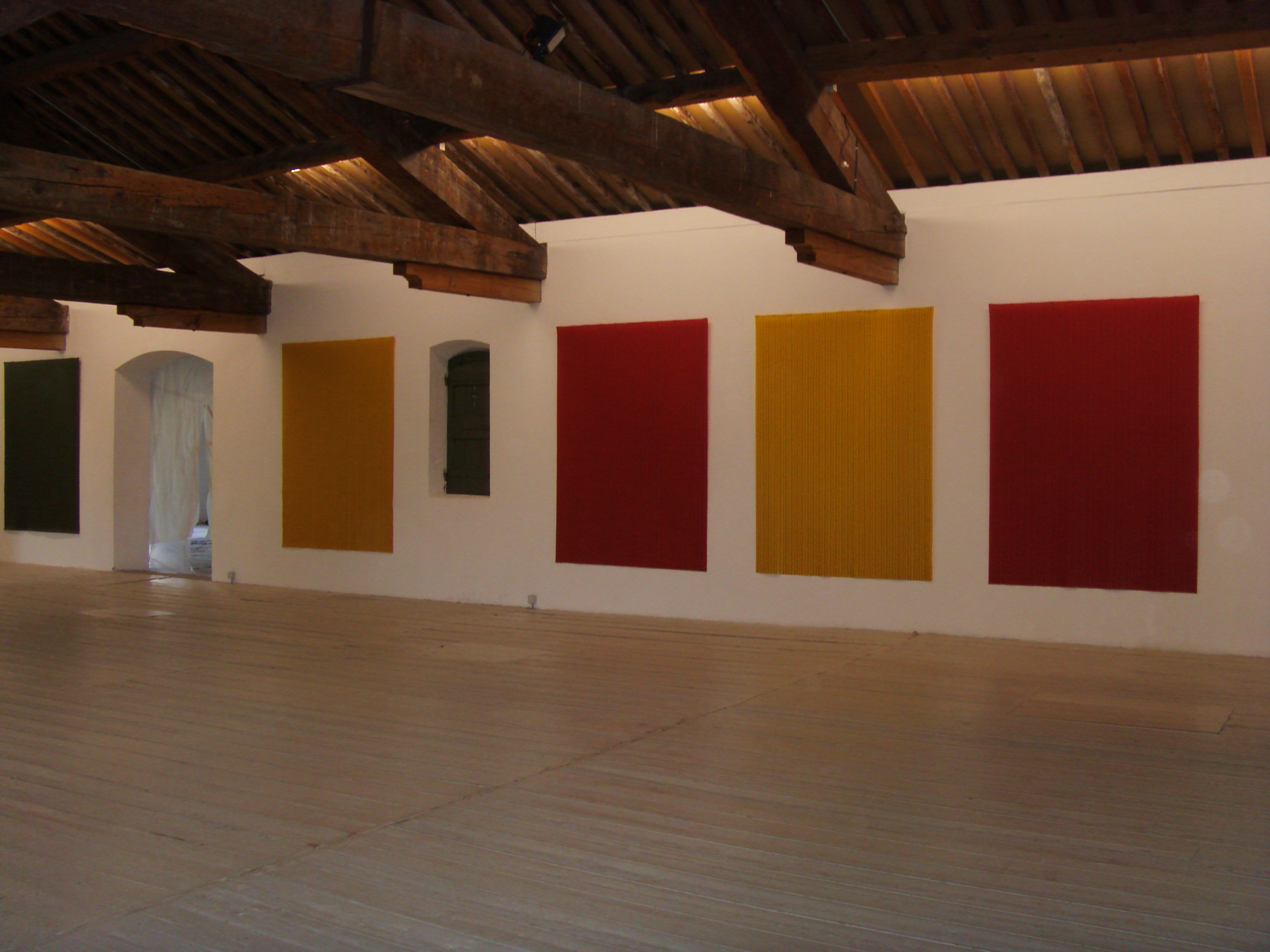
« Athina Ioannou - Eté 2008 »

## Service éducatif du musée
Le L.A.C possède un service éducatif. Ce dernier ouvre souvent ses portes aux visiteurs durant l'été et au printemps. Le musée met aussi en avant des expositions (cependant assez rarement) en octobre ou février. Le musée dévoile alors ses collections le week-end. Grace à ses missions de diffusion de la culture et de préservation du patrimoine, le musée met en avant sa collection permanente à travers des visites destinées aux écoles. 
D'autres groupes peuvent aussi être concernés. En effet, le L.A.C est aussi un point de rencontre et de réflexion pour les enseignants et les étudiants des Instituts universitaires de formation des maîtres.
Le Lieu d'art contemporain possède un programme pédagogique adapté aux visiteurs allant des plus petits aux retraités. Des programmes de diffusion de la culture variés sont mis en avant. Le musée à notamment créé des classes culturelles des journées pédagogiques ou bien de simples visites. 
Le service d'éducation met en avant des visites ayant pour but de créer une nouvelle perception de l'art. Ces visites se font souvent dans un esprit d'expérimentations à travers des ateliers pratiques. Enfin, le musée essaye par des visites guidées et par l'action d'intervenants extérieurs de familiariser tous nouveaux publics à l'art.
Ce musée d'art contemporain met aussi en avant des programmes contenants des réalisations théâtrales et musicales. Ces dernières sont parfois faites avec les communes se situant autour du musée comme Sigean. 

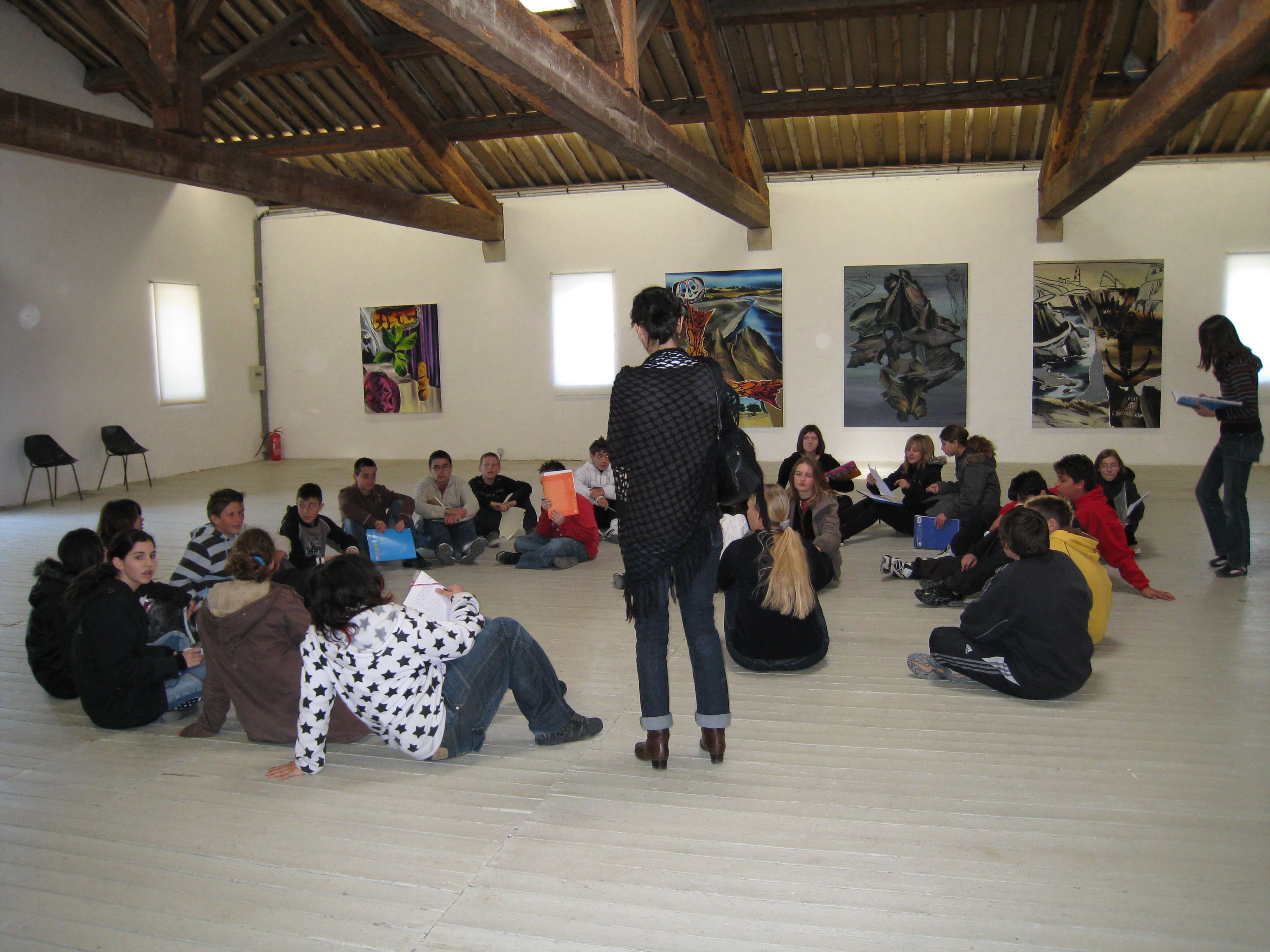
Séance de médiation.
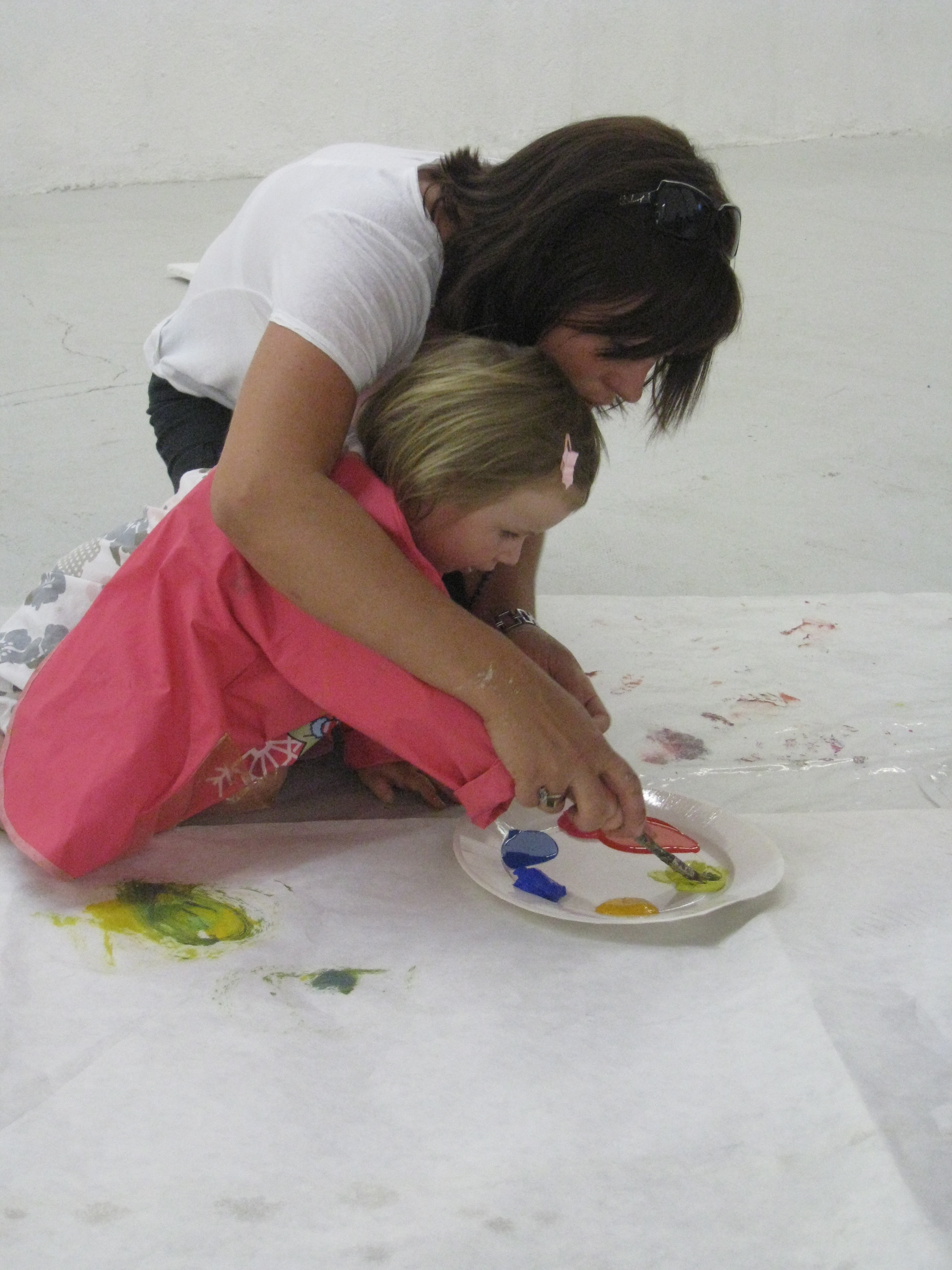
Initiation graphique.
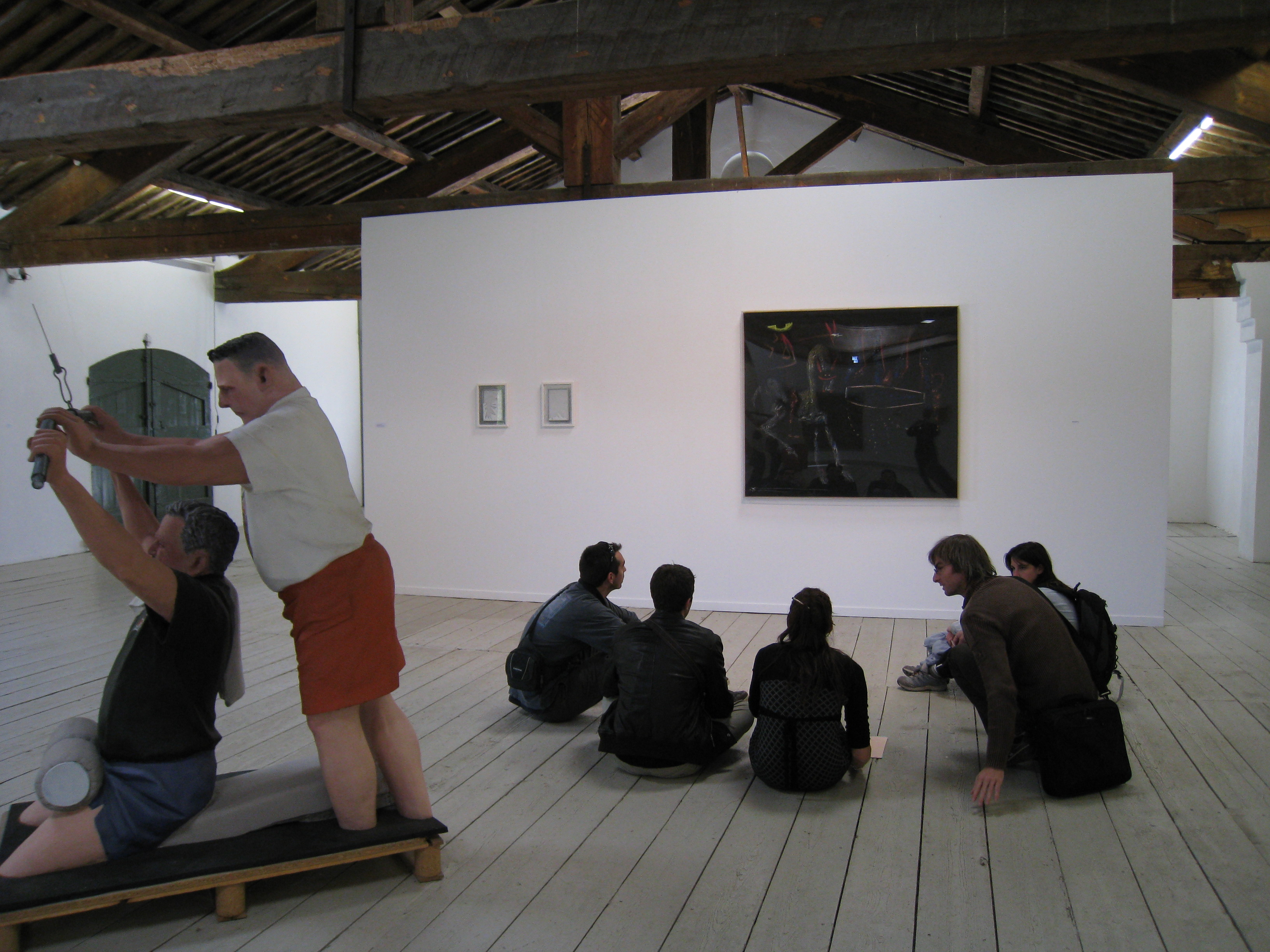
Professeurs en formation.
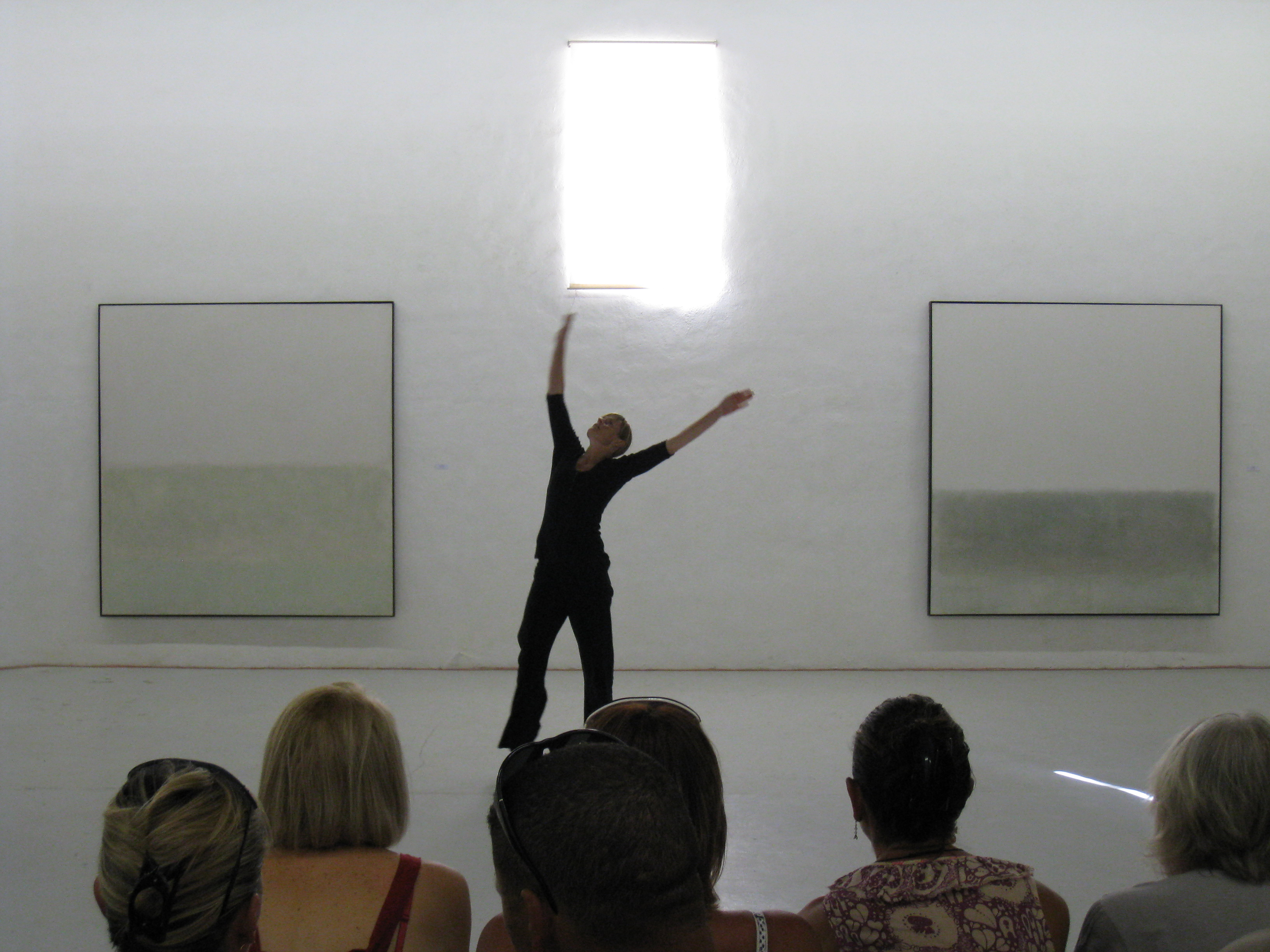
Performance scénique devant les œuvres de Piet Moget.